# Malibu Country
Malibu Country est une série télévisée américaine en 18 épisodes de 23 minutes créée par Dave Stewart et diffusée entre le 2 novembre 2012 et le 22 mars 2013 sur le réseau ABC aux États-Unis dans le bloc de programmation TGIF du vendredi soir et en simultané au Canada sur Citytv.
Cette série est inédite dans tous les pays francophones.

## Synopsis
Lorsque Reba Gallagher découvre que son mari, Bobby Gallagher, une légende la musique country, a un cœur de tricheur, son monde est bouleversé. Reba rêvait de devenir une star de la country elle-même, mais elle a mis sa carrière en veilleuse pour élever une famille. Maintenant, elle remet en question tout cela. Avec l'encre sur son divorce à peine sèche, Reba embarque sa mère Lillie Mae et ses deux enfants sous le soleil de la Californie pour commencer un nouveau chapitre. Laissant Nashville dans le rétroviseur, ils recommencent leur vie dans leur résidence de Malibu. Reba fait la connaissance de sa nouvelle voisine ouverte et aimante Kim et son fils, Sage, mais découvre aussi que la délocalisation de la Californie du Sud va être toute une adaptation : la côte Ouest semble à l'opposé de Nashville, et Reba se sent comme étrangère. Pourtant, avec le soutien de sa famille, elle se met à trouver sa voix et relance sa carrière musicale avec l'aide de son agent, Geoffrey, et saisit cette chance pour tout recommencer.

## Distribution

### Acteurs principaux
- Reba McEntire : Reba MacKenzie-Gallagher
- Lily Tomlin : Lillie Mae MacKenzie, mère de Reba
- Sara Rue : Kim Sallinger, voisine de Reba
- Justin Prentice : Cash Gallagher, fils adolescent de Reba
- Juliette Angelo : June Gallagher, fille adolescente de Reba
- Jai Rodriguez (en) : Geoffrey, assistant de Reba

### Acteurs récurrents et invités
- Hudson Thames : Sage Sallinger, fils de Kim (8 épisodes)
- Jeffrey Nordling : Bobby Gallagher, ex-mari de Reba (épisodes 1 et 4)
- Wendy Raquel Robinson (en) : Joan (épisode 1)
- Gina St. John (en) : Reporter (épisode 1)
- Owen Teague : Jack (épisode 1)
- Piper Curda : Leyna (épisode 1) / Bethany (épisode 2)
- Jim Pirri (en) : Bartender (épisode 2)
- Travie McCoy : lui-même (épisode 3)
- Burt Grinstead (en) : Bodie (épisode 3)
- Celestina Aladekoba (en) : D Cup (épisode 3)
- Steven Weber : Pete Mason (épisode 6)
- Charles Malik Whitfield (en) : Doug (épisode 7)
- Larry Wilmore : Mr Clark, proviseur de Cash et June (épisodes 8 et 11)
- Gigi Rice : Claire (épisode 8)
- Dove Cameron : Sienna (épisode 8)
- Heather Dubrow : Brooke (épisode 9)
- Bailey Noble (en) : Miss North Dakota (épisode 9)
- Laura Bell Bundy : Shauna (épisode 12)
- Troy Winbush : Officer Jenkins (épisode 12)
- Tisha Campbell-Martin : Rikki (épisode 14)
- Marc Worden (en) : Dallas (épisode 14)
- Blake Shelton : Blake MacKenzie (épisode 15)
- Enrico Colantoni : Leslie (épisode 16)
- James Patrick Stuart : Mr Bata (épisode 17)
- Walker Howard (en) : Daniel (épisode 17)
- Stacy Keach : Brad (épisode 18)
- Eddie McClintock : Steve (épisode 18)

## Développement
Le développement de la série a débuté en septembre 2011. Le pilote a été commandé en février 2012.
Dès février, les rôles ont été attribués dans cet ordre: Lily Tomlin, Sara Rue, Justin Prentice et Juliette Angelo, Jai Rodriguez (en) et Jeffrey Nordling.
Le 11 mai 2012, ABC a commandé la série et lui a attribué quatre jours plus tard lors des Upfronts la case horaire du vendredi à 20 h 30 dès novembre. Sara Rue a aussi tourné dans le pilote de la série Guys with Kids pour le réseau NBC, mais lorsque les deux séries ont été retenues, son rôle dans Guys with Kids a été récasté.
Le 28 novembre 2012, ABC a commandé cinq épisodes additionnels, portant le total à 18.
Le 10 mai 2013, ABC a annulé la série.

## Fiche technique
- Producteurs exécutifs : Mindy Schultheis, Michael Hanel, Pam Williams, Dave Stewart, et Narvel Blackstock
- Société de production : ABC Studios

## Épisodes
| №  | Titre                     | Réalisation            | Scénario                                                                 | Première diffusion | Audience (millions) |
| -- | ------------------------- | ---------------------- | ------------------------------------------------------------------------ | ------------------ | ------------------- |
| 1  | Pilot                     | John Pasquin           | Histoire : David A. Stewart et David Harris Mise en scène : Kevin Abbott | 2 novembre 2012    | 9,13                |
| 2  | Baby Steps                | Andy Cadiff            | Pat Bullard                                                              | 9 novembre 2012    | 7,34                |
| 3  | Shell Games               | Andrew D. Weyman       | Daniel Sweren-Becker                                                     | 16 novembre 2012   | 6,67                |
| 4  | Cash's Car                | David Trainer (en)     | Matt Berry                                                               | 23 novembre 2012   | 6,53                |
| 5  | Not with My Daughter      | Andrew D. Weyman       | Chris Case et Nastaran Dibai                                             | 30 novembre 2012   | 6,31                |
| 6  | Bro Code                  | Andrew D. Weyman       | Chris Case et Nastaran Dibai                                             | 7 décembre 2012    | 6,01                |
| 7  | Merry Malibu Christmas    | Andrew D. Weyman       | Susan Hurwitz Arneson                                                    | 14 décembre 2012   | 6,42                |
| 8  | Push Comes to Shove       | Andrew D. Weyman       | Bill Martin et Mike Schiff                                               | 4 janvier 2013     | 5,96                |
| 9  | Cold Shower               | Andrew D. Weyman       | Dave Bickel                                                              | 11 janvier 2013    | 6,1                 |
| 10 | Easy Money                | Andrew D. Weyman       | Cheryl Holliday                                                          | 18 janvier 2013    | 5,88                |
| 11 | Based on a True Story     | Mark Cendrowski        | D. J. Ryan et Kevin Pedersen                                             | 1er février 2013   | 5,99                |
| 12 | Adventures in Babysitting | Andrew D. Weyman       | David Bickel                                                             | 8 février 2013     | 6,13                |
| 13 | Babies Having Babies      | Andrew D. Weyman       | Bill Martin et Mike Schiff                                               | 15 février 2013    | 5,78                |
| 14 | Bowling for Mama          | Phill Lewis            | Matt Berry                                                               | 22 février 2013    | 5,11                |
| 15 | Oh Brother                | Robbie Countryman (en) | Pat Bullard                                                              | 1er mars 2013      | 6,15                |
| 16 | Marriage Malibu Style     | Andrew D. Weyman       | Kevin Abbott                                                             | 8 mars 2013        | 5,92                |
| 17 | New Plans                 | Robbie Countryman      | Nastaran Dibai                                                           | 15 mars 2013       | 5,6                 |
| 18 | All You Single Ladies     | Phill Lewis            | Chris Case                                                               | 22 mars 2013       | 7,04                |